# Inkawasi (distrito)
Inkawasi é um dos nove distritos da Província de La Convención, situada no Departamento de Cusco, pertenecente a Região Cusco, Peru.

## Transporte
O distrito de Inkawasi é servido pela seguinte rodovia:
- CU-100, que liga o distrito à cidade de Santa Teresa[1][2][3]